# 萨维尼亚克莱索尔莫
萨维尼亚克-莱索尔莫（法語：Savignac-les-Ormeaux，法語發音：[saviɲak lez‿ɔʁmo]）是法国阿列日省的一个市镇，位于该省东南部，属于富瓦区。

## 地理
萨维尼亚克-莱索尔莫（42°43'47"N, 1°49'3"E）面积28.31 平方千米，位于法国奧克西塔尼大區阿列日省，该省份为法国西南部内陆省份，西部和北部与上加龙省接壤，东临奥德省，东南至东比利牛斯省接壤，南与安道尔和西班牙接壤。
与萨维尼亚克-莱索尔莫接壤的市镇（或旧市镇、城区）包括：阿斯通、阿克斯莱泰尔姆、伊尼欧、吕兹纳克、梅朗斯莱瓦尔斯、佩尔勒和卡斯特莱、蒂尼亚克、韦希。
萨维尼亚克-莱索尔莫的时区为UTC+01:00、UTC+02:00（夏令时）。

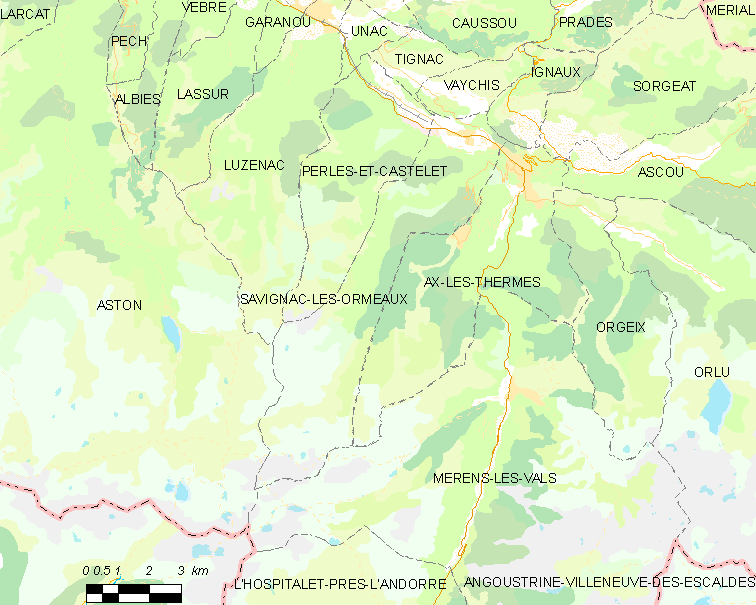
萨维尼亚克-莱索尔莫的OSM定位图

## 行政
萨维尼亚克-莱索尔莫的邮政编码为09110，INSEE市镇编码为09283。

## 政治
萨维尼亚克-莱索尔莫所属的省级选区为上阿列日县。

## 人口

1962-2008年间萨维尼亚克-莱索尔莫人口变化图示

萨维尼亚克-莱索尔莫于2022年1月1日时的人口数量为397人。